# Myristica pedicellata
Myristica pedicellata är en tvåhjärtbladig växtart som beskrevs av James Sinclair. Myristica pedicellata ingår i släktet Myristica och familjen Myristicaceae. Inga underarter finns listade i Catalogue of Life.